# Liroconite
La liroconite est une espèce minérale composée d'arséniate de cuivre et d'aluminium hydraté, de formule : Cu2 Al (AsO4) (OH)4 4H2O. Les cristaux peuvent atteindre 3,6 cm

## Historique de la description et appellations

### Inventeur et étymologie
Signalée la première fois par Jacques Louis de Bournon en 1801, qui est le découvreur, c'est la description en 1825 de Wilhelm Karl Ritter von Haidinger qui fait référence ; il en est l’inventeur. Il l'a nommée à partir du grec λέιρος (leiros, pâle) et κονία (konia, poussière), en référence au trait laissé par le frottement du minéral.

### Topotype
Les topotypes sont localisés à Redruth et St Day, Cornouailles, en Angleterre.

### Synonymie
Il existe plusieurs synonymes ayant désigné la liroconite :
- couphochlorite[5]
- cuivre arseniaté octaèdre obtus (Haüy) [6]
- lentulite

## Caractéristiques physico-chimiques

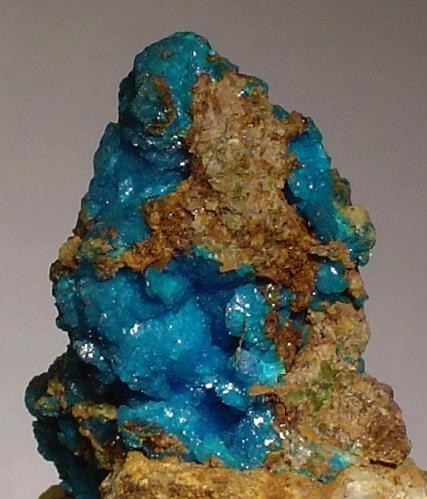
Cristaux globuleux de liroconite, un de ses habitus

### Critères de détermination
La liroconite se présente souvent sous forme de cristaux lenticulaires ou tabulaires, ou en encroûtement massif. Sa couleur est bleue ou bleu-vert/vert-bleu, généralement translucide, et son éclat est vitreux ou résineux. Vu au microscope polariseur analyseur, il est de couleur bleu pâle ou bleu-vert pâle en lumière non analysée mais ne présente pas de pléochroïsme. Son clivage est mauvais et la fracture est conchoïdale voire irrégulière. 
C'est un minéral tendre (2 à 2,5 sur l'Échelle de Mohs) et de densité mesurée de 2,95.
Il est soluble dans l'acide chlorhydrique, avec lequel il fait une effervescence, et son trait est bleu clair, verdâtre ou blanc verdâtre.

### Composition chimique
La liroconite, de formule Cu2+ 2 Al (AsO4) (OH)4 · 4H2O, a une masse moléculaire de 433,0842642 u. Elle est donc composée des éléments suivants : 
| Éléments     | Nombre (formule)  | Masse des atomes (u) | % de la masse moléculaire |
| ------------ | ----------------- | -------------------- | ------------------------- |
| Arsenic As   | 1                 | 74,92                | 17,30 %                   |
| Aluminium Al | 1                 | 26,98                | 6,23 %                    |
| Cuivre Cu    | 2                 | 127,09               | 29,35 %                   |
| Hydrogène H  | 12                | 12,10                | 2,79 %                    |
| Oxygène O    | 12                | 191,99               | 44,33 %                   |
|              | Total:28 éléments | Total : 433,08 u     | Total : 100 %             |

Cette composition place ce minéral :
- selon la classification de Strunz : dans la classe des phosphates, arséniates et vanadates (VIII) hydratés, avec anions additionnels (8.D), avec seulement des cations de taille moyenne et avec un ratio (OH, etc.):RO4 > 3:1 (8.DF)
- selon la classification de Dana : dans la classe des phosphates, arséniates et vanadates normaux hydratés contenant des groupements hydroxyl ou halogènes (classe 42) de forme (AB)3(XO4)Zq · xH2O (sous-groupe 42.2).

### Cristallographie
Son système cristallin est monoclinique, de classe prismatique. 
Les paramètres de la maille conventionnelle sont : {\displaystyle a} = 12,665 Å, {\displaystyle b} = 7,575 Å, {\displaystyle c} = 9,896 Å ; Z = 4 ; V = 949,17 Å3
La densité calculée est de 3,03 g cm−3, ce qui est proche de celle mesurée.

## Gîtes et gisements

### Gîtologie et minéraux associés
Ce minéral secondaire rare est formé par l'érosion des minerais de cuivre arseniqués. Il est souvent sous forme de géodes aplaties ("druses") dans de la limonite.
Les minéraux associés sont la clinoclase, l'azurite, la calédonite, la linarite, la cornwallite, la malachite, la cuprite, l'olivénite, la chalcophyllite, la strashimirite,.

### Gisements remarquables
- Angleterre
  - Mine de métal de Wheal Gorland (en), Redruth et St Day, Cornouailles[9] (topotype) ;
- Espagne
  - Mine La Amorosa, Villahermosa del Rio, province de Castellón [10].

Les spécimens remarquables viennent actuellement (2011) tous de la mine de métal de Wheal Gorland près de Redruth en Cornouailles ; la liroconite existe bien sûr ailleurs, mais très souvent à l'état de traces. Or, les filons étant épuisés, il n'y a guère de nouveaux spécimens bien que des liroconites intéressantes aient été trouvées dans d'anciens tas de scories.